# Champ pétrolifère de Jidong Nanpu
Jidong Nanpu est un champ pétrolifère offshore situé en baie de Bohai, dans les eaux économiques chinoises. Le gisement est géré par CNPC. Il a été découvert en 2005.